# Instituto Tecnológico de Pinotepa

## Instituto Tecnológico de Pinotepa Nacional (ITP)
El Instituto Tecnológico de Pinotepa es una institución pública de educación superior localizada en Pinotepa Nacional, Oaxaca, México.
Imparte 7 carreras profesionales a nivel licenciatura en las áreas de ciencias sociales y administrativas, e ingeniería. Forma parte de la Dirección General de Educación Superior Tecnológica (DGEST), de la Secretaría de Educación Pública de México.
Fue creado en septiembre de 1992, sustituyendo al Instituto Tecnológico Agropecuario n.º 13, ubicado en la población de San José Estancia Grande, en el estado de Oaxaca, en el "km 26,5" de la carretera Pinotepa Nacional - Acapulco. La unidad académica departamental se construye en 2000 en Pinotepa Nacional. El ITP surgió en el mes de octubre de 1992 con el objetivo de brindar educación de calidad, de tal manera, que los jóvenes obtuvieran una formación profesional competente para contribuir al desarrollo de los diferentes sectores de la región de la costa, del estado y el país.
Al inicio de solo se ofrecían cuatro carreras, Ingeniería en Agronomía, Licenciatura en Administración e Informática e Ingeniería Industrial, el cual durante diez años, tuvo su sede en el municipio de San José Estancia Grande. En el año 2002, la Unidad Académica inició sus actividades en el actual plantel, ubicado en esta ciudad, en donde se imparten las Ingenierías en Agronomía, Industrial, en Sistemas Computacionales, en Gestión Empresarial y Administración, además, Contaduría Pública.

## Oferta Educativa
Las carreras que ofrece el Instituto Tecnológico de Pinotepa son:
- Contador Público
- Ingeniería Industrial
- Ingeniería en Administración
- Ingeniería en Agronomía
- Ingeniería en Gestión Empresarial
- Ingeniería en Sistemas Computacionales

## Ingeniería en Gestión Empresarial
Los egresados de la ingeniería en Gestión Empresarial tienen la posibilidad de desarrollarse en la industria manufacturera, micro y pequeñas empresas, instituciones del sector público, organizaciones no gubernamentales, empresas de servicios, empresas especializadas en servicios de asesoría, consultoría y outsourcing, instituciones educativas, centros de investigación en áreas de capital humano

## Ingeniería Industrial
El ingeniero industrial es un profesional que puede incorporarse a instituciones públicas o privadas; tanto a empresas que utilicen tecnología de punta en este campo como a aquellas cuyo nivel tecnológico sea incipiente; asimismo, puede desempeñarse en diversas áreas de aplicación de la ingeniería industrial, ya sea en micro, pequeñas, medianas o en grandes empresas.

## Ingeniería en Sistemas Computacionales
El campo profesional para los egresados de la carrera Ingeniería en Sistemas Computacionales es múltiple y variado, ya que pueden prestar sus servicios en diversas áreas de aplicación en cualquier organización de bienes y servicios, tanto en el sector privado como en el sector público. Un Ingeniero en Sistemas tiene la capacidad de desarrollar software y páginas web, así como también la instalación de redes computacionales. Anteriormente también se ofrecía la carrera de Licenciatura en Informática, la cual se ha suprimido de los programas académicos debido a las exigencias de la D.G.E.T.i, a partir del 2010 se integra la Ingeniería en Sistemas Computacionales como parte de la mejora continua cubriendo así la demanda creciente de los estudiantes por continuar su educación superior.